# The Cover Girls
The Cover Girls é um girl group de Nova Iorque baseado nos gêneros musicais Urban contemporary, Freestyle, Dance-pop, o grupo conquistou grande sucesso no fim dos anos 1980 e início dos anos 1990. Entre as canções mais conhecidas do grupo estão "Show Me" e "Wishing on a Star".

## Integrantes

### Membros atuais
- Evelyn Escalera (1990-1996, 2001)
- Lorraine Munoz (2001)
- Sabrina Nieves (2001)

### Ex-membros
- Angel Clivillés (1987–1990)
- Caroline Jackson (1987–1993)
- Sunshine Wright (1987–1988)
- Margo Urban (1988-1992)
- Michelle Valentine (1992-1996)

## Discografia

### Álbuns de estúdio
| 1987                                               | Show Me - Lançado: 1987 - Gravadora: Fever Records                               | —  | 64  | 38 |
| 1989                                               | We Can't Go Wrong - Lançado: 30 de Agosto de 1989 - Gravadora: Capitol Records   | 90 | 108 | 90 |
| 1992                                               | Here It Is - Lançado: 2 de Junho de 1992 - Gravadora: Epic Records               | —  | —   | —  |
| 1996                                               | Satisfy - Lançado: 3 de Setembro de 1996 - Gravadora: Quality Records of America | —  | —   | —  |
| "—" denota um lançamento que não entrou na parada. |                                                                                  |    |     |    |

### Singles
| 1986                                               | "Show Me"                          | —  | 44 | — | —  | Show Me                                         |
| 1987                                               | "Spring Love"                      | —  | 98 | — | —  | Show Me                                         |
| 1987                                               | "Because of You"                   | —  | 27 | — | —  | Show Me                                         |
| 1988                                               | "Promise Me"                       | —  | 40 | — | —  | Show Me                                         |
| 1988                                               | "Inside Outside"                   | —  | 55 | — | —  | Show Me                                         |
| 1988                                               | "Better Late Than Never"           | —  | —  | — | —  | Trilha sonora do filme Um Príncipe em Nova York |
| 1989                                               | "My Heart Skips a Beat"            | —  | 38 | — | —  | We Can't Go Wrong                               |
| 1989                                               | "We Can't Go Wrong"                | 30 | 8  | — | —  | We Can't Go Wrong                               |
| 1990                                               | "All That Glitters Isn't Gold"     | —  | 49 | — | —  | We Can't Go Wrong                               |
| 1990                                               | "Don't Stop Now"                   | —  | —  | — | —  | Não lançado em álbum                            |
| 1990                                               | "Funk Boutique"                    | —  | 55 | — | —  | Here It Is                                      |
| 1992                                               | "Wishing on a Star"                | 46 | 9  | 6 | 38 | Here It Is                                      |
| 1992                                               | "Thank You"                        | —  | 75 | — | —  | Here It Is                                      |
| 1992                                               | "If You Want My Love (Here It Is)" | —  | —  | — | —  | Here It Is                                      |
| 1996                                               | "I Am Woman"                       | —  | —  | — | —  | Satisfy                                         |
| 1996                                               | "I Need Your Lovin'"               | —  | —  | — | —  | Satisfy                                         |
| 2002                                               | "Hooked on You"                    | —  | —  | — | —  | Não lançado em álbum                            |
| "—" denota um lançamento que não entrou na parada. |                                    |    |    |   |    |                                                 |